# Věta o inverzní funkci
Věta o inverzní funkci v diferenciálním počtu v matematice je postačující podmínka, aby k funkci existovalo inverzní zobrazení v okolí nějakého bodu svého definičního oboru: musí existovat derivace této funkce, která je spojitá a v daném bodě nenulová. Věta také udává vzorec pro derivaci inverzní funkce. V diferenciálním a integrálním počtu funkcí mnoha proměnných lze tuto větu zobecnit na jakoukoli spojitě diferencovatelnou vektorovou funkci, jejíž Jacobián je nenulový v nějakém bodě jejího definičního oboru, což dává vzorec pro Jacobiho matici inverzní funkce. Existují také verze věty o inverzní funkci pro holomorfní funkce v oboru komplexních čísel, pro derivovatelná zobrazení mezi varietami, pro derivovatelná funkce mezi Banachovými prostory atd.

## Tvrzení věty
Pro funkce jedné proměnné věta tvrdí, že pokud {\displaystyle f} je spojitě derivovatelná funkce s nenulovou derivací v bodě a, pak {\displaystyle f} je v okolí bodu a invertovatelná, inverzní funkce je spojitě derivovatelná, a derivace inverzní funkce v bodě {\displaystyle b=f(a)} se rovná převrácené hodnotě derivace funkce {\displaystyle f} v bodě {\displaystyle a}:
{\displaystyle {\bigl (}f^{-1}{\bigr )}'(b)={\frac {1}{f'(a)}}={\frac {1}{f'(f^{-1}(b))}}.}
Alternativní verze, která předpokládá, že {\displaystyle f} je spojitá a prostá (injektivní) v okolí bodu a, diferencovatelná v bodě a s nenulovou hodnotou derivace, také vede k výsledku, že {\displaystyle f} má inverzní funkci v okolí bodu a, která je spojitá a injektivní, a pro kterou platí výše uvedený vzorec.
Jasně vidíme, že důsledkem je, že pokud funkce {\displaystyle f} má v bodě a {\displaystyle k} nenulových derivací, pak má {\displaystyle f} inverzní funkci v okolí bodu a, která má také {\displaystyle k} derivací. {\displaystyle k} může být kladné celé číslo nebo {\displaystyle \infty }.
Pro funkce více než jedné proměnné věta tvrdí, že pokud F je spojitě derivovatelná funkce z otevřené podmnožiny {\displaystyle \mathbb {R} ^{n}\!} do {\displaystyle \mathbb {R} ^{n}\!} a totální derivace je invertovatelná v bodě p (tj. Jacobián funkce F v p je nenulový), pak F je invertovatelná v okolí p: inverzní funkce na F je definovaná na nějakém okolí bodu {\displaystyle q=F(p)\!}. Pokud píšeme {\displaystyle F=(F_{1},\ldots ,F_{n})\!}, to znamená, že systém n rovnic {\displaystyle y_{i}=F_{i}(x_{1},\dots ,x_{n})\!} má jednoznačné řešení pro {\displaystyle x_{1},\dots ,x_{n}\!} kvůli/pomocí {\displaystyle y_{1},\dots ,y_{n}\!}, za předpokladu, že, omezíme x a y na dostatečně malé okolí p a q, po řadě. V nekonečněrozměrném případě věta vyžaduje zvláštní hypotézu, podle které Fréchetova derivace funkce F v bodě p má omezenou inverzi.
Věta navíc říká, že inverzní funkce {\displaystyle F^{-1}\!} je spojitě derivovatelná a derivace jejího Jacobiánu v {\displaystyle q=F(p)\!} je inverzní matice k Jacobiánu funkce F v bodě p:
{\displaystyle J_{F^{-1}}(q)=[J_{F}(p)]^{-1}.}
Obtížnou částí věty je důkaz existence a derivovatelnosti inverzní funkce {\displaystyle F^{-1}\!}. Z toho již vzorec pro derivaci inverzní funkce vyplývá z řetízkového pravidla použitého na {\displaystyle F^{-1}\circ F={\text{id}}}:
{\displaystyle I=J_{F^{-1}\circ F}(p)\ =\ J_{F^{-1}}(F(p))\cdot J_{F}(p)\ =\ J_{F^{-1}}(q)\cdot J_{F}(p).}

## Příklad
Uvažujme vektorovou funkci {\displaystyle F:\mathbb {R} ^{2}\to \mathbb {R} ^{2}\!} definovanou vztahem:
{\displaystyle F(x,y)={\begin{bmatrix}{e^{x}\cos y}\\{e^{x}\sin y}\\\end{bmatrix}}.}
Její Jacobiho matice je:
{\displaystyle J_{F}(x,y)={\begin{bmatrix}{e^{x}\cos y}&{-e^{x}\sin y}\\{e^{x}\sin y}&{e^{x}\cos y}\\\end{bmatrix}}}
a Jacobián:
{\displaystyle \det J_{F}(x,y)=e^{2x}\cos ^{2}y+e^{2x}\sin ^{2}y=e^{2x}.\,\!}
Determinant {\displaystyle e^{2x}\!} je všude nenulový. Věta tedy zaručuje, že pro každý bod p z {\displaystyle \mathbb {R} ^{2}\!}, existuje nějaké jeho okolí, na kterém je F invertovatelná. To neznamená, že F je invertovatelná na celém svém definičním oboru: v tomto případě není F ani injektivní, protože je periodická: {\displaystyle F(x,y)=F(x,y+2\pi )\!}.

## Protipříklad

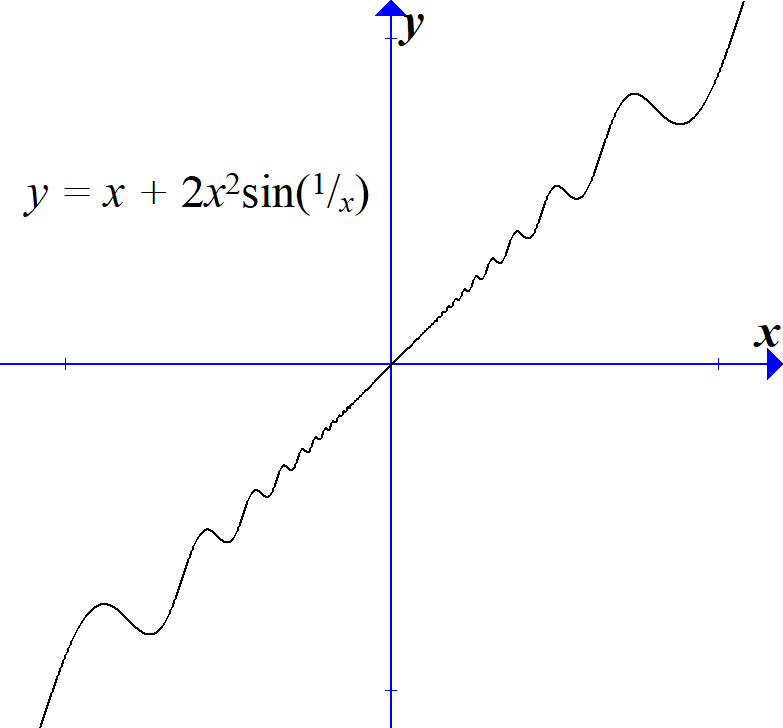
Funkce je omezená v kvadratické obálce v okolí přímky, takže. Má však lokální extrémy hromadící se v bodě, takže není vzájemně jednoznačným zobrazením na žádném okolním intervalu.

Vynecháme-li předpoklad, že derivace musí být spojitá, pak funkce nemusí být invertovatelná. Například {\displaystyle f(x)=x+2x^{2}\sin({\tfrac {1}{x}})} a {\displaystyle f(0)=0} nemá spojitou derivaci
{\displaystyle f'\!(x)=1-2\cos({\tfrac {1}{x}})+4x\sin({\tfrac {1}{x}})} a {\displaystyle f'\!(0)=1}, která neexistuje libovolně blízko bodu {\displaystyle x=0}. Tyto kritické body jsou lokální extrémy funkce {\displaystyle f}, takže {\displaystyle f} není vzájemně jednoznačná (a není invertovatelná) na žádném intervalu, který obsahuje {\displaystyle x=0}. Intuitivně se směrnice {\displaystyle f'\!(0)=1} nerozšířuje na blízké body, ve kterých mají směrnice mírné, ale velmi rychlé oscilace.

## Metody důkazu
Díky důležitosti věty o inverzní funkci existuje mnoho jejích důkazů. V učebnicích je obvykle uveden důkaz, který používá princip kontrakce známý také jako Banachova věta o pevném bodě (který lze také použít jako klíčový krok v důkazu existence a jednoznačnosti řešení obyčejné diferenciální rovnice).
Protože věta o pevném bodě je platí i v nekonečněrozměrném (Banachově) prostoru, její důkaz lze okamžitě zobecnit na nekonečněrozměrnou verzi věty o inverzní funkci (viz část Zobecnění níže).
Alternativní důkaz pro konečněrozměrný prostor je založen na Weierstrassově větě pro funkce na kompaktní množině.
Důkaz, který používá Newtonovu metodu, má tu výhodu, že poskytuje efektivní verzi věty: meze derivace funkce dávají odhad velikosti okolí, na kterém je funkce invertovatelná.

## Zobecnění

### Variety
Větu o inverzní funkci lze přeformulovat pro derivovatelná zobrazení mezi derivovatelnými varietami. V tomto případě věta tvrdí, že pro derivovatelné zobrazení {\displaystyle F:M\to N} (třídy {\displaystyle C^{1}}), pokud diferenciál funkce {\displaystyle F}
{\displaystyle dF_{p}:T_{p}M\to T_{F(p)}N}
je lineární izomorfismus v nějakém bodě {\displaystyle p} množiny {\displaystyle M}, pak existuje otevřené okolí {\displaystyle U} bodu {\displaystyle p} tak, že
{\displaystyle F|_{U}:U\to F(U)}
je difeomorfismus. Z toho plyne, že M a N musí mít v bodě p stejný rozměr.
Pokud derivace funkce F je izomorfismem pro všechny body p v M, pak zobrazení F je lokální difeomorfismus.

### Banachovy prostory
Věta o inverzní funkci může také být zobecněný na derivovatelná zobrazení mezi Banachovými prostory X a Y. Nechť U jsou otevřené okolí počátku v X a {\displaystyle F:U\to Y\!} a spojitě derivovatelná funkce a předpokládáme, že Fréchetova derivace {\displaystyle dF_{0}:X\to Y\!} funkce F v bodě 0 je omezený lineární izomorfismus z X na Y. Pak existuje otevřené okolí V bodu {\displaystyle F(0)\!} v Y a spojitě derivovatelné zobrazení {\displaystyle G:V\to X\!} tak, že {\displaystyle F(G(y))=y} pro všechna y ve V. Navíc {\displaystyle G(y)\!} je jediné dostatečně malé řešení x rovnice {\displaystyle F(x)=y\!}.

### Banachovy variety
Uvedené dva směry zobecnění lze zkombinovat do věty o inverzní funkci pro Banachovy variety.

### Věta o konstantním ranku
Větu o inverzní funkci (a větu o implicitní funkci) lze chápat jako speciální případ věty o konstantním ranku, která říká, že hladké zobrazení s konstantním rankem v okolí bodu lze vyjádřit v určité normální formě v okolí tohoto bodu. Konkrétně pokud {\displaystyle F:M\to N} má konstantní rank v okolí nějakého bodu {\displaystyle p\in M\!}, pak existuje otevřené okolí U bodu p a otevřené okolí V bodu {\displaystyle F(p)\!} a existují diffeomorfismy {\displaystyle u:T_{p}M\to U\!} a {\displaystyle v:T_{F(p)}N\to V\!} takové, že {\displaystyle F(U)\subseteq V\!} tak, že derivace {\displaystyle dF_{p}:T_{p}M\to T_{F(p)}N\!} se rovná {\displaystyle v^{-1}\circ F\circ u\!}. To znamená, že funkce F „vypadá jako“ její derivace v okolí bodu p. Z polospojitosti rankové funkce plyne, že existuje otevřená hustá podmnožina definičního oboru funkce F, na které má derivace konstantním rank. Věta o konstantním ranku tedy platí v libovolném bodě definičního oboru.
Je-li derivace F injektivní (příp. surjektivní) v bodě p, pak je také injektivní (příp. surjektivní) v jeho okolí, a proto rank funkce F je na tomto okolí konstantní, a proto věta o konstantním ranku platí.

### Holomorfní funkce
Pokud je holomorfní funkce F definovaná na otevřené podmnožině U prostoru {\displaystyle \mathbb {C} ^{n}\!}, kterou zobrazuje do {\displaystyle \mathbb {C} ^{n}\!} a komplexní derivace Jacobiho matice je invertovatelná v nějakém bodě p, pak F je invertovatelná funkce v okolí p. To okamžitě vyplývá z verze pro více reálných proměnných. Je možné také ukázat, že inverzní funkce je opět holomorfní.